# Ai Shishime
Ai Shishime –en japonés, 志々目 愛, Shishime Ai– (25 de enero de 1994) es una deportista japonesa que compite en judo.
Ganó cuatro medallas en el Campeonato Mundial de Judo entre los años 2017 y 2021, y tres medallas en el Campeonato Asiático de Judo entre los años 2016 y 2022.

## Palmarés internacional
| Campeonato Mundial  | Campeonato Mundial     | Campeonato Mundial | Campeonato Mundial |
| Año                 | Lugar                  | Medalla            | Categoría          |
| ------------------- | ---------------------- | ------------------ | ------------------ |
| 2017                | Budapest (Hungría)     | Medalla de oro     | –52 kg             |
| 2018                | Bakú (Azerbaiyán)      | Medalla de plata   | –52 kg             |
| 2019                | Tokio (Japón)          | Medalla de bronce  | –52 kg             |
| 2021                | Budapest (Hungría)     | Medalla de oro     | –52 kg             |
| Campeonato Asiático |                        |                    |                    |
| Año                 | Lugar                  | Medalla            | Categoría          |
| 2016                | Taskent (Uzbekistán)   | Medalla de oro     | –52 kg             |
| 2017                | Hong Kong (China)      | Medalla de oro     | –52 kg             |
| 2022                | Nursultán (Kazajistán) | Medalla de plata   | –52 kg             |